# Benedykt ze Stryjkowa
Benedykt ze Stryjkowa – kapelan Zygmunta II Augusta, dyrektor Kapeli Rorantystów w latach 1557–1574.